# Wattengalwesp
De wattengalwesp (Andricus quercusramuli) is een vliesvleugelig insect uit de familie van de echte galwespen (Cynipidae). De wetenschappelijke naam van de soort is gepubliceerd in 1761 door Linnaeus.